# Sektion Regensburg des Deutschen Alpenvereins
Die Sektion Regensburg des Deutschen Alpenvereins (DAV) e. V. (kurz DAV Regensburg) ist eine Sektion des Deutschen Alpenvereins in Regensburg. Sie wurde am 3. März 1870 gegründet. Der DAV Regensburg ist somit eine der ältesten und mit 20.955 Mitgliedern (Stand: 31. Dezember 2024) eine der größten Sektionen des Deutschen Alpenvereins auf Platz 10 sowie einer der größten Sportvereine Deutschlands.

## Geschichte

### 1870 bis 1920
Gründung der Sektion am 3. März 1870
„Es war dies zu einer Zeit, da der Alpinismus gewissermaßen noch in den Windeln lag“, schrieb 1895 Dr. Brunhuber, Schriftführer der Sektion Regensburg, in der Festschrift zum damaligen 25-jährigem Jubiläum. 25 Jahre zuvor waren am 3. März 1870 neun Männer in Regensburg zusammengekommen, um die 20. Sektion des Deutschen Alpenvereins zu gründen. 1. Vorsitzender wurde Professor Johann Langoth. Nach den ersten Wochen betrug die Mitgliederzahl 31.
Regensburger Hütte in den Dolomiten
In den 1880er Jahren, als Max Schultze den Vorsitz der Sektion übernahm, träumte die Sektion von einem eigenen Stützpunkt in den Alpen und fand – „durch das freundliche Entgegenkommen der Sektion Gröden“ – ein Grundstück in der Geislergruppe in den Südtiroler Dolomiten. Am 26. August 1888 feierte man die Einweihung der Regensburger Hütte, ein 3465-Mark-Projekt. Als frisch gebackene Hüttenbesitzerin ließ sich die Sektion offiziell ins Vereinsregister eintragen.
44. Generalversammlung des DuÖAV
Im 43. Jahr der Sektion, kurz vor Ausbruch des 1. Weltkrieges, kamen im Jahr 1913 Alpinisten aus ganz Deutschland und Österreich in Regensburg zusammen. Es wurde mehrere Tage lang debattiert und gefeiert. Die Durchführung kostete die Sektion 15.239 Mark. Höhepunkte der Generalversammlung waren ein Feuerwerk über der Steinernen Brücke, Ausflüge nach Kelheim zur Befreiungshalle und zum Kloster Weltenburg und ein Festakt im Festzelt im Wittelsbacher Park (heute Stadtpark), das mit einem Bild der Regensburger Hütte geschmückt war.

### 1920 bis 1970
Enteignung der Regensburger Hütte
Der Erste Weltkrieg traf die Alpen und die Dolomiten besonders hart. Die Alpenvereine waren gelähmt. Die Mitgliederzahlen schrumpften. Für die Sektion Regensburg kam der große Schlag am 29. Mai 1921, als die Nachricht von der Enteignung der Regensburger Hütte eintraf: „Muß ihnen leider mitteilen, daß Sonntag, den 29. Mai 1921, die Hütte vom italienischen Militär beschlagnahmt (…) wurde. Die Hütte untersteht vorderhand dem Club Alpino Italiano.“ Bis 2010 war sie in den Händen der Sektion Florenz des Club Alpino Italiano. Seitdem gehört sie der Autonomen Region Bozen. Dass die Sektion nun ohne eigene Hütte dastand, wollte die damalige Vorstandschaft, insbesondere Ludwig Hanisch, nicht auf sich sitzen lassen. Er motivierte die Sektionsjugend und viele Spender zum Bau der Hanselberghütte (Ludwig-Hanisch-Hütte). Am 10. Oktober 1926 wurde sie anlässlich des 10-jährigen Bestehens der Sektionsjugend eingeweiht. Sie lag und liegt bis heute in den Felsen über Oberndorf hoch über der Donau. Trotz Hanselberghütte wurmte es die Regensburger Sektionsmitglieder, dass es für sie keinen Stützpunkt in den Alpen mehr gab. 1927 machten sich 1927 die Herren Ludwig Hanisch, Dr. Lang und Hans Brandstetter auf ins Hochstubai und verliebten sich in das Gebiet um den Falbesoner Bach und das Hohe Moos. Im Herbst 1929 begannen erste Sprengarbeiten. In den Jahren 1930 und 1931 wurde mit Hochdruck an der Neuen Regensburger Hütte gebaut, die am 16. August 1931 eröffnet wurde.
Alpenverein im 2. Weltkrieg
Der DuÖAV stand der NS-Diktatur nahe: Ab 1934 wurden de facto keine Juden mehr aufgenommen, 1938 wurde der Verein unter der neuen Leitung von Arthur Seyss-Inquart zum „Fachverband Bergsteigen“ im Nationalsozialistischen Reichsbund für Leibesübungen (NSLR). Die Alliierten lösten nach Kriegsende den Alpenverein mit allen Sektionen auf. Der Neugründung des ÖAV stimmten sie bereits 1945 zu. Dieser übernahm treuhänderisch die Hüttenverwaltung in den Alpen, mit der Absicht, sie den Eigentümern bald zurückzugeben. In Regensburg stimmten die Besatzungsmächte 1947 der Gründung des so genannten Alpenclubs zu, mit der Auflage, dass ausschließlich Unbelastete, höchstens Mitläufer aufgenommen werden dürfen. Zwei Bürgen pro Neumitglied sollten dies gewährleisten. Am 13. November 1947 trafen sich 72 Personen im Kneitinger am Arnulfsplatz. Die Sektion lebte wieder. 1949 zählte der Alpenclub Regensburg bereits 385 Mitglieder. Zur DAV-Sektion wurde dieser Alpenclub im Jahre 1952.
Rückgabe der Neuen Regensburger Hütte
Oberlehrer Weber aus Innsbruck verwaltete das „höchste Haus der Regensburger“ in Falbeson ab 1945. 1956, zu ihrem 25-jährigen Bestehen, war es – „nach zähem Ringen des ÖAV“ – endlich so weit: Die Neue Regensburger Hütte gehörte wieder der Sektion Regensburg. Nach Kriegsende konzentrierten sich die bergbegeisterten Regensburger auf ihre Leidenschaft „Bergsteigen“, die sich vor allem in Hüttenmodernisierung und Wegebau ausdrückte. Der 1. Vorsitzende der Sektion von 1954 bis 1964, Hans Seibold, setzte sich für die Modernisierung der Hütte im Stubaital ein. Erst kam ein Notstromaggregat, dann fließend Wasser und schließlich 1963 die HSSB (Hans Seibold sei(ne) Seil-Bahn). Es folgten 1967 der Anbau mit der Karl-Eckl-Stube sowie die Verstärkung des E-Werks. Der 2. Schatzmeister Albert Pleyer hatte in den Sechzigern viel zu rechnen. Allein die Seilbahn kostete 90.000 DM.

### 1970 bis 2020
Berg- und Skiheim Brixen im Thale und Talherberge Zwieselstein
Zum 100. Jubiläum der Sektion, die mittlerweile 1.571 Mitglieder zählte, gratulierte auch der Hauptverband, und hielt 1970 die 101. DAV-Jahreshauptversammlung in Regensburg ab. Unter dem Vorsitz von Dr. Thomas Brennauer, der ab 1971 übernahm, erwarb die Sektion das Berg- und Skiheim Brixen im Thale, das auch Dr. Thomas-Brennauer-Haus genannt wird. Herrlich gelegen in den Kitzbüheler Alpen zwischen Kufstein und Kitzbühel auf der Rückseite des Wilden Kaisers bietet dieses ganzjährig geführte Selbstversorgerhaus die beste Ausgangslage für Wandertouren, MTB-Touren, Skitouren, Alpin-Ski und auch Outdooraktivitäten wie Klettern, Gleitschirmfliegen und Golfen. Und noch eine Hütte in Tirol kam dazu: Die Talherberge Zwieselstein, unter dem Vorsitz von Toni Putz, der ab 1985 für über 25 Jahre die Geschichte der Sektion prägte und bis heute prägt. Am 1. August 1991 wurde der Kaufvertrag für die Talherberge im Ötztal unterschrieben. Das Selbstversorgerhaus mit vollständig eingerichteter Küche wird gerne von Gruppen und Familien besucht und ist im Sommer und Winter ein idealer Ausgangspunkt für bergsportliche Aktivitäten.
DAV-Kletterzentrum Regensburg
Mit der wachsenden Begeisterung für den Klettersport wuchs Ende der Neunziger auch der Wunsch nach einem eigenen Kletterzentrum. Im Jahr 2000 begann die schwierige Suche nach einer „Location“. Am 16. November 2008, neun Monate nach Spatenstich, öffnete die hölzerne Kletterhalle der Sektion im Nachbarort Lappersdorf/Kareth. Wie ein großer Felsblock, mit bunten Griffen und einem Garten davor, schmiegt sich das DAV-Kletterzentrum Regensburg an den Silbergarten-Hang. Seit der Eröffnung kletterten und boulderten in der Halle knapp 500.000 Personen. Die Halle misst 14,50 Meter Wandhöhe und hat einen klettertechnischen Ausbaustand, der den Richtlinien des Bergsportfachverbandes Bayern und des DAV-Bundesverbandes entspricht. Die Anlage kann somit als Wettkampfstätte genutzt werden. In der Vergangenheit fanden im DAV-Kletterzentrum Regensburg unter anderem Bayerische Meisterschaften im Klettern und die Internationale Bergführermeisterschaft im Klettern statt. Das DAV-Kletterzentrum Regensburg verfügt über 2300 m² Kletterfläche gesamt, 1.400 m² Indoor und 900 m² im Außenbereich sowie über 450 m² Boulderfläche Indoor.
Baumaßnahmen auf der Neuen Regensburger Hütte

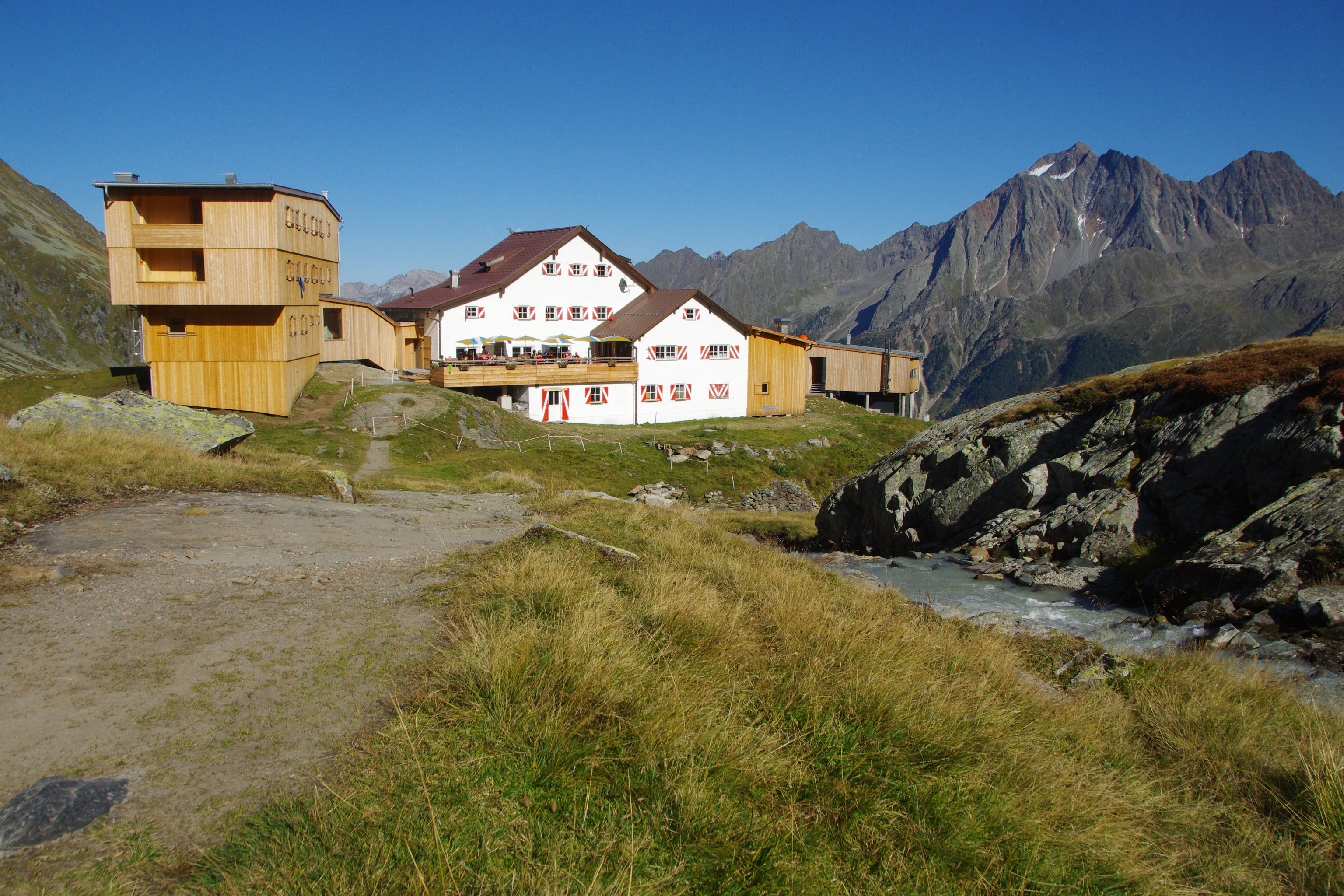
Neue Regensburger Hütte im September 2019 – der hölzerne Ersatzbau für die alte Bauhütte wurde 2018/2019 errichtet.

2013 wurde die Neue Regensburger Hütte unter Denkmalschutz gestellt (große Stube, Treppe und Zimmer). Rund 50 Jahre nach der letzten Modernisierung stand wieder eine Rundumerneuerung an. 2013 wurden bereits die Seilbahnstützen verstärkt und die „HSSB“ damit für eingeschränkten Werksverkehr vorbereitet. Auch die ARA, die Abwasserreinigungsanlage, wurde erneuert und zu einer hochmodernen, biologischen Kläranlage nach dem BIOCOS-Verfahren (Belebtschlammverfahren) umgebaut. In den Sommern 2018 und 2019 wurde ein moderner, schlanker Holzbau neben die „alte Neue“ gesetzt, die mit dem Neubau verbunden wurde. Die Bergstation der Seilbahn trat an die Stelle der alten Bauhütte, die 90 Jahre lang als provisorisches Matratzenlager gedient hatte. Der Neubau ist komplett aus Holz gefertigt und thront über dem Gletscherschliff neben der Hütte. Er beherbergt moderne Waschräume, einen Multifunktionsraum und 48 Zimmerlager. Insgesamt ist die Gesamtzahl der Schlafplätze mit 101 gleich geblieben und nicht erweitert worden. Modernisierungen im Altbau: Die Karl-Eckl-Stube wurde zur neuen Küche, ein kleiner Anbau dient als Lagerraum für die Küche. Aus der alten Küche und dem Lagerraum wurden zwei kleine Stuben. Im Keller renovierte man die Pächterwohnung und den Schuh- und Trockenraum. In der Bergstation der Seilbahn entstand der neue Winterraum, der mit einem Ofen und einer kleinen Küche ausgestattet ist. Im Sommer 2020 wurde das Kleinwasserkraftwerk auf der Neuen Regensburger Hütte ertüchtigt.

### Ab 2020
Im Oktober 2022 wurde die Steinwaldhütte von der Sektion Weiden übernommen.

## Sektionsvorsitzende
Eine chronologische Übersicht über alle Vorsitzenden der Sektion seit Gründung.
| Amtszeit  | Präsident                      |
| --------- | ------------------------------ |
| 1870–1880 | Johann Langoth                 |
| 1880–1883 | Hermann Pfaff                  |
| 1883–1905 | Max Schultze                   |
| 1906–1918 | Rehm                           |
| 1919–1922 | Johannes Sonntag               |
| 1922–1935 | Ludwig Hanisch                 |
| 1935–1945 | Hans Brandstetter              |
| 1947–1950 | Hans Aue                       |
| 1950–1954 | Hans Brandstetter              |
| 1954–1964 | Hans Seibold                   |
| 1964–1971 | Erik Nerad                     |
| 1971–1985 | Thomas Brennauer               |
| 1985–2010 | Toni Putz                      |
| 2010–2020 | Reinhardt Neft                 |
| 2020–2021 | Rita Friedl (vertretungsweise) |
| 2021–2023 | Joachim Kerschensteiner        |
| 2023–2024 | Rita Friedl (vertretungsweise) |
| 2024–2024 | Rita Friedl                    |
| 2025-     | Maximilian Dolles              |

## Bekannte Mitglieder
- Alfons Goppel
- Max Schultze, „Schultze-Partenau“, Gründungsmitglied und Vorsitzender von 1883 bis 1905.

## Hütten der Sektion

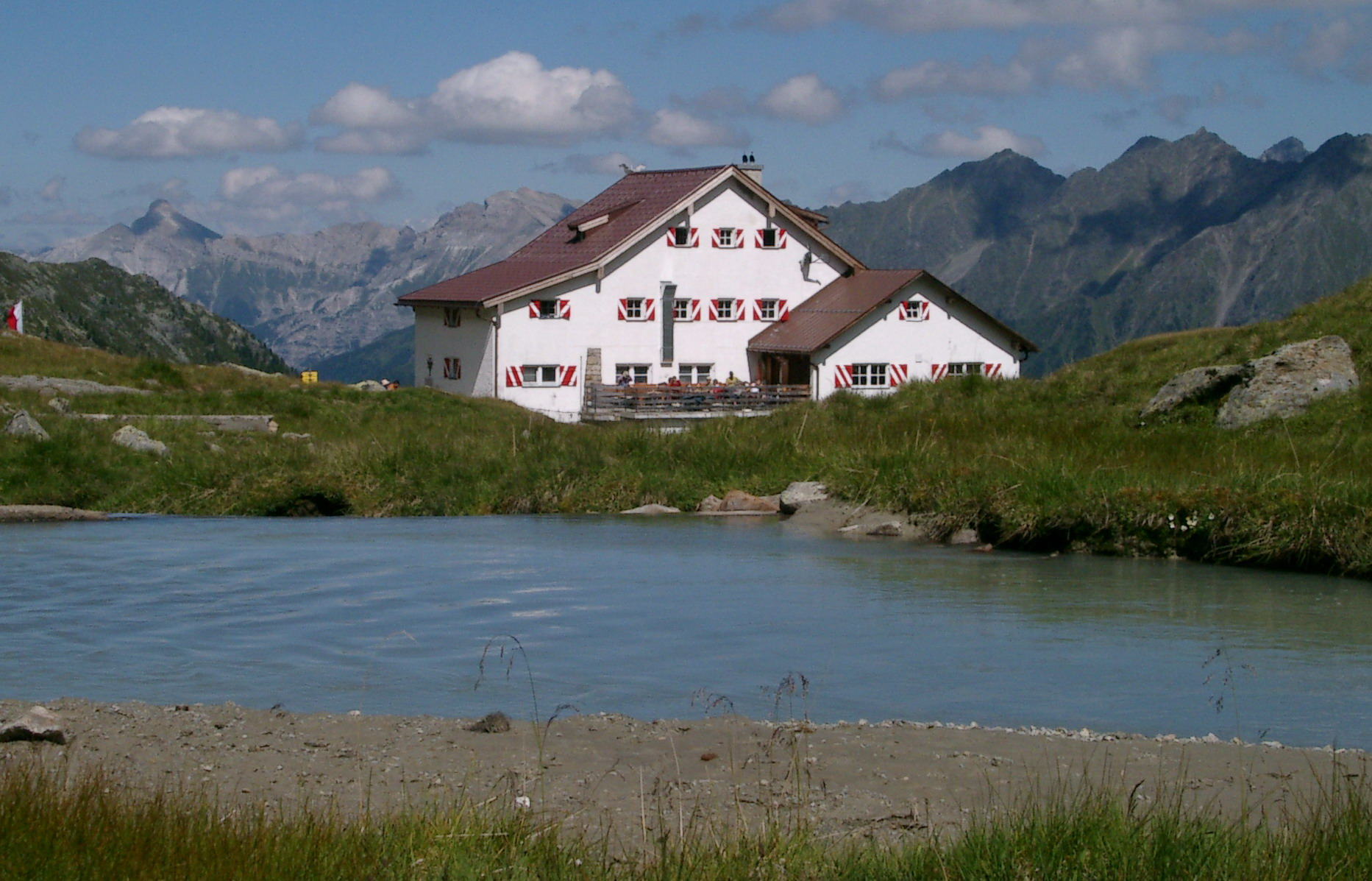
Blick auf die Neue Regensburger Hütte (vor 2018).

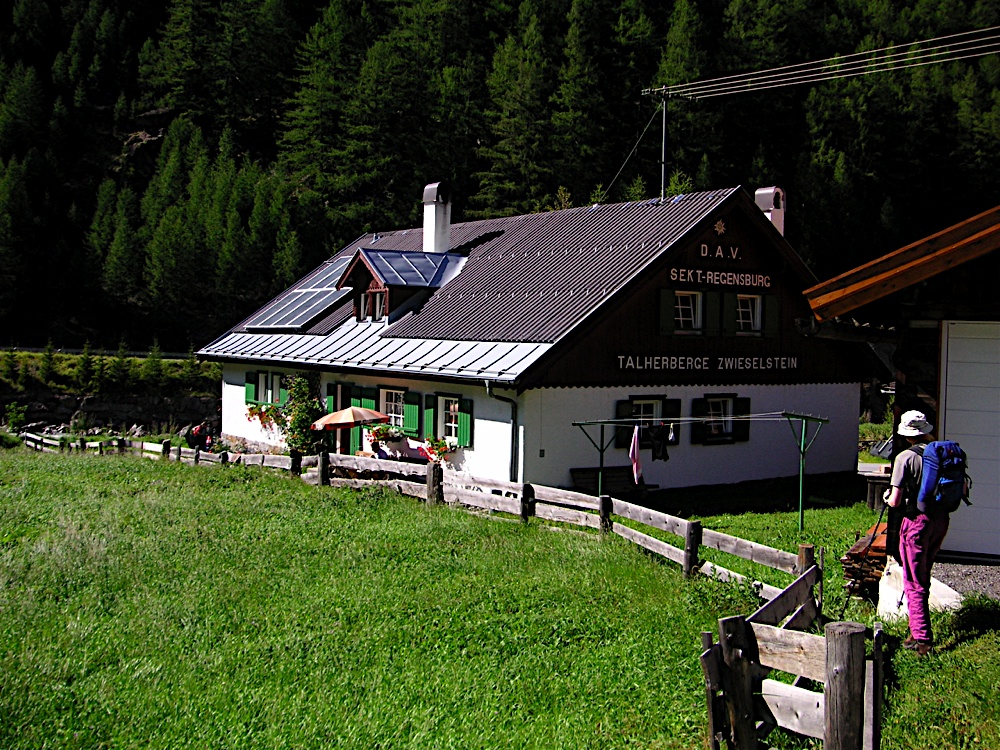
Talhütte Zwieselstein am Fernwanderweg E5.

- Berg- und Skiheim Brixen im Thale, 800 m ü. A. (Kitzbüheler Alpen)
- Hanselberghütte, auch „Ludwig-Hanisch-Hütte“, 344 m ü. NHN (Bayerischer Jura)
- Neue Regensburger Hütte, 2286 m ü. A. (Stubaier Alpen) (1930 erbaut)
- Steinwaldhütte, 701 m ü. NHN (Steinwald)
- Talhütte Zwieselstein, 1472 m ü. A. (Stubaier Alpen)

### Vertragshäuserder Sektion
- Maurerwirt in Rosenau (Pyhrn-Priel)
- Vorderschappachhof in Hüttschlag (Großarler Ache)

### Ehemalige Hütte der Sektion
- Alte Regensburger Hütte, 2037 m s.l.m. (Dolomiten) (1888 erbaut, 1980 umgebaut) (heute: Autonome Provinz Bozen – Südtirol)

## Angebote für Mitglieder
Die Sektion bietet jährlich insgesamt rund 200 Kurse und Touren an. Dreimal jährlich erscheint die Mitgliederzeitschrift Ausblick.

## Gruppen der Sektion
Die Sektion beheimatet 16 Sektionsgruppen sowie die beiden Ortsgruppen Städtedreieck und Bayerwald.

## Befreundete Sektionen
- Alpenverein Brixen im Thale des ÖAV
- Sektion Brixen des AVS